# Bebearia siva
Bebearia siva är en fjärilsart som beskrevs av Jean Baptiste Godart 1823. Bebearia siva ingår i släktet Bebearia och familjen praktfjärilar. Inga underarter finns listade i Catalogue of Life.